# Zone de revitalisation rurale
Pour les articles homonymes, voir ZRR.
Une zone de revitalisation rurale (ZRR) est en France un ensemble de communes reconnues comme fragiles et bénéficiant à ce titre d'aides fiscales.

## Définition
Les ZRR sont définies par l'article 1465 A du Code général des impôts (CGI), introduit par la loi d'orientation pour l'aménagement et le développement du territoire du 4 février 1995 et modifié par la loi relative au développement des territoires ruraux du 23 février 2005. Une nouvelle modification est intervenue par le biais de la loi de finances rectificative pour 2015, qui dispose que les critères sont désormais examinés au niveau de l'EPCI.
Les zones de revitalisation rurale comprennent les communes membres d'un établissement public de coopération intercommunale à fiscalité propre (EPCI), incluses dans un arrondissement ou un canton caractérisé par une très faible ou faible densité de population et satisfaisant à l'un des trois critères socio-économiques suivants :
- un déclin de la population constaté sur l'ensemble de l'arrondissement ou du canton ou dans une majorité de leurs communes dont le chef-lieu ;
- un déclin de la population active ;
- une forte proportion d'emplois agricoles.

En outre, les établissements publics de coopération intercommunale à fiscalité propre dont au moins la moitié de la population est incluse en zone de revitalisation rurale en application des critères définis aux alinéas précédents sont, pour l'ensemble de leur périmètre, inclus dans ces zones.

## Dispositions fiscales
Les communes situées dans le cadre d'une ZRR bénéficient de l'exonération de la taxe professionnelle pour des entreprises participant au développement de la zone :
- services de direction, d'études, d'ingénierie ou d'informatique,
- création d'activités d'artisanat,
- installation d'entreprises non commerciales au sens de l'article 92 du CGI (par exemple les professions libérales),
- création ou reprise d'activités commerciales (communes de moins de 2 000 habitants).
- soutien au tourisme (loi Demessine).

Les deux derniers points ont été introduits par la loi du 23 février 2005.
La collectivité territoriale peut s'opposer à l'exonération de taxe professionnelle.

## Historique
Créées en même temps que les zones de redynamisation urbaine (ZRU), les ZRR n'ont pas connu le même développement. La création des pôles d'excellence rurale en 2006 vient toutefois conforter la politique des ZRR.
Un rapport des corps d'inspection de l'État, rendu en novembre 2009, fait un bilan en demi-teinte des mesures en faveur des ZRR.

## Périmètre des zones de revitalisation rurale
La liste des communes concernées a d'abord été établie par un décret du 14 février 1996.
Celui-ci a été abrogé par un décret du 21 novembre 2005, qui précise les critères selon lesquels une commune ou un EPCI peut être retenu dans le périmètre d'une ZRR, et renvoie à un arrêté révisé régulièrement pour la liste des communes concernées.
En juillet 2017, le périmètre des ZRR est redéfini. Pour définir les ZRR, les intercommunalités doivent avoir une densité humaine plus faible que la médiane nationale, ainsi qu'un revenu fiscal par habitant plus faible. 3 dérogations dérogent cependant à cette définition, certains EPCI de montagne obtiennent une dérogation temporaire pour une durée de 3 ans, les zones d'outre-mer ont également une dérogation ainsi que les communes hors intercommunalités.